# St. Josefshaus Wettringen
Das St. Josefshaus Wettringen war zwischen 1902 und 2012 ein katholisches Kinderheim bei Wettringen im Kreis Steinfurt. Es befand sich zunächst in der Trägerschaft der Bischöflichen Stiftung Haus Hall und ab Mitte 1965 der Stiftung St. Josefshaus, die noch immer besteht und die  auf dem weitläufigen Gelände  die Josefsschule (Förderschule für emotionale und soziale Entwicklung) unterhält. Der weithin sichtbare Glockenturm und die Kapelle der Anlage stehen unter Denkmalschutz.

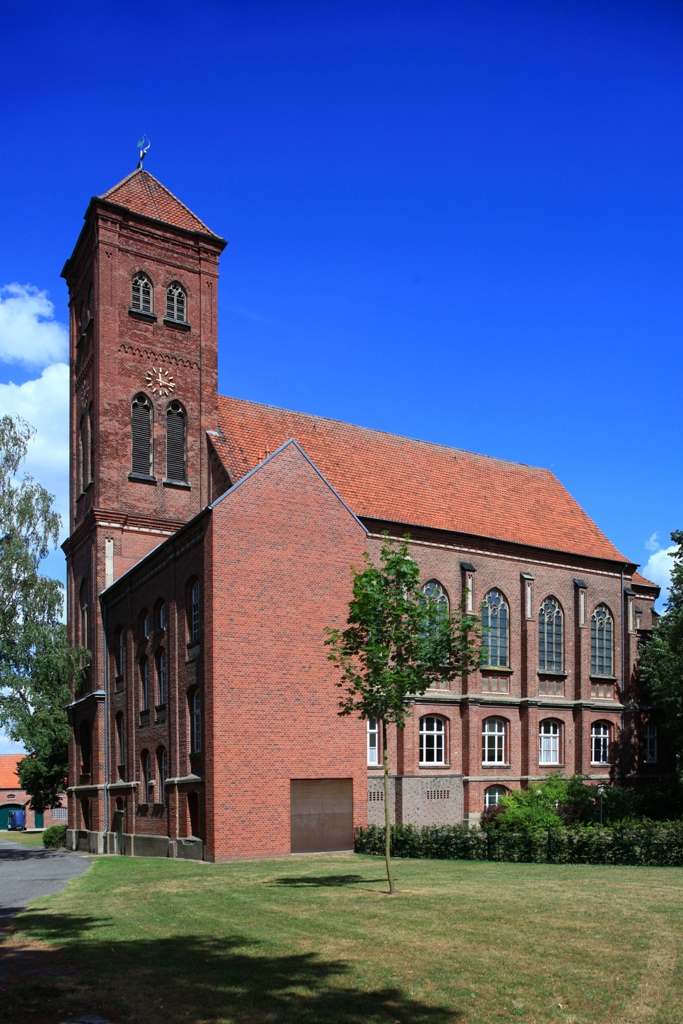
St. Josefshaus, Kapellengebäude 2010

## Lage
Das St. Josefshaus liegt in einem Park an der B 70 zwischen Wettringen und Metelen.

## Geschichte

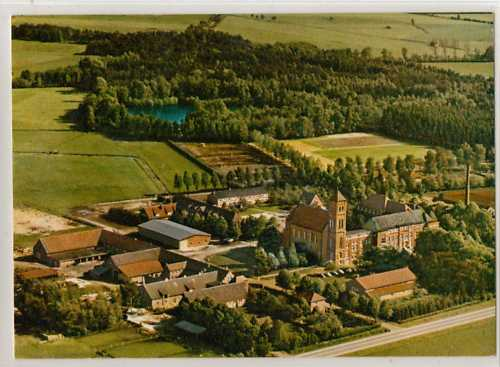
Ansichtskarte vom St. Josefshaus in Wettringen, Aufnahme um 1968

Das Haus wurde im Jahre 1902 als ein kleines katholisches Kinderheim in der Dorfbauerschaft 30, nahe dem Ort Wettringen, damals noch Kreis Burgsteinfurt, Provinz Westfalen errichtet. Die Idee stammte vom ersten Direktor Pfarrer Anton Pröbsting aus Wettringen, der Waisen und schwererziehbaren Jungen ein Zuhause geben wollte. Er leitete das St. Josefshaus von 1902 bis 1932. Zuerst bestand das Kinderheim nur aus einem kleinen Holzhaus, in den folgenden Jahren wurden immer mehr Gebäude angebaut. 1927 kam auch eine katholische Kirche hinzu, die heute das Wahrzeichen des St. Josefshauses ist. Auch gab es in dem Kinderheim Clemensschwestern, die im Alltag und auch bei der Erziehung und Essensversorgung halfen.
In früheren Zeiten war die Heimerziehung in erster Linie von einer Art militärischem Drill geprägt. Die Kinder mussten bis zu 14 Stunden schwere körperliche Feldarbeit leisten. Es gab harte Strafen. Wer weglief, wurde mit kahlgeschorenem Kopf im „D-Zug“ eingesperrt. Dies war ein gefängnisähnlicher Zellentrakt mit schweren Eisengittern vor den Fenstern im dritten Stock unter dem Dach des Altbaus. Im St. Josefshaus befand sich im Zweiten Weltkrieg auch zeitweise ein Lazarett für verwundete Frontsoldaten.
Bei vielen nächtlichen Bombenangriffen in den Jahren 1943 und 1944 mussten auch die Bewohner des Erziehungsheimes stundenlang in einem kleinen Röhrenbunker auf dem Gelände des St. Josefshauses verbringen. Reste des Röhrenbunkers sind auch noch heute erhalten. Der Erdbunker wurde jedoch 1988 zugeschüttet und ist nicht mehr begehbar. Im Zweiten Weltkrieg versteckten Erzieher, Lehrer und Clemensschwestern im St. Josefshaus auch Jugendliche jüdischen Glaubens. Alle jüdischen Kinder haben dadurch die Kriegswirren überlebt.
Auch nach 1945 prägten immer noch autoritäres Handeln der Erzieher und strenge Disziplin den Alltag in der Einrichtung. Dadurch geriet das St. Josefshaus im Jahre 2010 im Verlauf der Diskussion über den Missbrauch in kirchlichen Einrichtungen in die Schlagzeilen. Mit der Studentenbewegung 1968 lösten sich auch diese starren Strukturen in den Kinder- und Erziehungsheimen langsam auf.
Im Jahr 1976 wurden sechs sternförmige Gruppenhäuser auf dem Gelände errichtet. Militärflugzeuge vom Fliegerhorst Dreierwalde bei Rheine nahmen noch weit in die 1980er Jahre bei Übungsflügen der Bundeswehr die Kirche und die sternförmigen Häuser als gut erkennbare Anflugs- und Orientierungspunkte.
Die Erziehungsmethoden und pädagogischen Ansätze ab ca. 1980 waren demokratisch und auch zunehmender pädagogisch geprägt. 1986 befanden sich in der Einrichtung 187 Jungen, 75 Erzieher, 5 Hausleiter und zahlreiche weitere Mitarbeiter des Verwaltungstraktes, darunter auch Psychologen, Klassenlehrer, Sozialarbeiter und Handwerker, die Reparaturen aller Art im Hause verrichteten.
Das St. Josefshaus war zwischen 1950 und 1990 die größte Einrichtung seiner Art in Nordrhein-Westfalen. Manchmal wohnten über 300 Jungen im St. Josefshaus. Es gab eine Schusterei, Schreinerei, Näherei, Turnhalle, Kegelbahn, Reithalle, Schlosserei, Gärtnerei, Maurerbude, Bäckerei, Großküche, Schmiede, Wäscherei, Bücherei, Arztraum, Reitstall mit Pferden und ein eigenes Freibad mit großer Liegewiese auf dem Gelände. Im Januar 1987 kehrten die letzten Clemensschwestern aus dem St. Josefshaus ins Mutterhaus Dülmen zurück.
Seit 2003 wird die Stiftung St. Josefshaus durch die Caritas-Kinderheim-Gesellschaft Rheine verwaltet (Geschäftsbesorger). Die seit vielen Jahrzehnten bestehende Josefsschule (Förderschule für Emotionale und soziale Entwicklung) auf dem weitläufigen Gelände des St. Josefshaus besuchen ca. 120 Jungen und Mädchen aus den Gemeinden Metelen, Neuenkirchen und Wettringen sowie den Städten Ochtrup und Rheine. Die Josefsschule ist damit ein wichtiger Bestandteil der sonderpädagogischen Versorgung des Kreises Steinfurt. Die Schüler werden in ihrer Persönlichkeit sowie Emotionalität und Soziabilität gefördert und zu folgenden Abschlüssen geführt: Erster Schulabschluss (nach Klasse 9), Erweiterter Erster Schulabschluss (nach Klasse 10), Mittlerer Schulabschluss sowie Abschluss des Bildungsgangs im Förderschwerpunkt Lernen. Seit dem Schuljahr 2018/19 leiten Oliver Born und Pawel Peters die Josefsschule.
Die Kirche im St. Josefshaus wurde 2009 profaniert. Im Gespräch standen ab 2010 wegen Verfall auch der Abriss der Kirche und der 6 sternförmigen Wohnhäuser. Während der Wettringer Gemeinderat den Abriss beschloss, intervenierte die Denkmalpflege beim Landschaftsverband Westfalen-Lippe und forderte einen Erhalt des Kirchenbaus. Die Kirche steht unter Denkmalschutz. 2015 wurde Berthold Krümpel Pächter des Gebäudes und hat eine Umnutzung initiiert. 2016 hat sich die Künstlergemeinschaft Wettringen in der Kirche im St. Josefshaus gegründet. Ihre fünf Mitglieder lebten und arbeiteten seitdem in den beiden unteren Etagen des Gebäudes. Die Altarhalle im zweiten Obergeschoss wurde ab 2017 als „Kunstkirche Josefshaus“ für Kunstausstellungen und -märkte genutzt. Bis 2023 wurde in der Kapelle eine Soccerhalle installiert, weshalb die Künstlergemeinschaft aufgelöst wurde.
Im Jahr 2012 hat die vorerst letzte Wohngruppe des St. Josefshauses auf dem Gelände geschlossen. Die Josefsschule auf dem Gelände des ehemaligen Kinderheims St. Josefshaus Wettringen sollte aber dauerhaft als moderne Förderschule erhalten bleiben. Seit 2013 gibt es wieder eine Intensivwohngruppe auf dem Gelände, die dem Caritas Kinderheim in Rheine zuzuordnen ist.